# Żurawniki (Lublin)
Pour les articles homonymes, voir Żurawniki.
Żurawniki (prononciation [ʐuravˈniki]) est un village de la gmina de Mełgiew du powiat de Świdnik dans la voïvodie de Lublin, situé dans l'est de la Pologne.
Il se situe à environ 6 kilomètres à l'est de Mełgiew (siège de la gmina, 11 kilomètres à l'est de Świdnik (siège du powiat) et 20 kilomètres à l'est de Lublin (capitale de la voïvodie).

## Histoire
De 1975 à 1998, le village est attaché administrativement à l'ancienne voïvodie de Lublin.

Depuis 1999, il fait partie de la nouvelle voïvodie de Lublin.